# Ižipovce
Ižipovce – wieś (obec) w północnej Słowacji, w powiecie Liptowski Mikułasz, w kraju żylińskim.  Pierwsza pisemna wzmianka o miejscowości pochodzi z 1286 roku.

## Położenie
Niewielka miejscowość znajdująca się w historyczno-etnograficznym regionie Liptów. Pod względem geograficznym miejscowość położona jest na Kotlinie Liptowskiej, nad potokiem wypływającym z dolnej części południowych stoków Czerenowej w Górach Choczańskich. Do Ižipovców dojechać można krótką i ślepo kończącą się drogą od szosy obiegającej po zachodniej stronie Liptowskie Jezioro.